# Chirocentrus dorab
Doraben (Chirocentrus dorab) är den största sillartade fisken och blir upptill 1 meter lång.  Den långsmala kroppen är ljus undertill och klarblå på ovansidan. Tänderna finns i stort antal, varav två är de huggtandliknande framtänderna som sticker ut från överkäken. Den är aktiv som jägare och livnär sig på andra fiskar. Doraben och den närbesläktade vitfenade vargsillen fiskas i stor utsträckning på flera platser i Indiska oceanen och Stilla havet som är dess utbredningsområde.